# リュウキュウヒキノカサ
リュウキュウヒキノカサ（琉球蛙の傘、Ranunculus ternatus var. lutchuensis）とは、キンポウゲ科キンポウゲ属の多年草。

## 概要
日本の固有変種で、南西諸島の喜界島、徳之島、沖永良部島、沖縄島、伊江島及び瀬底島に分布する。やや湿った原野や林縁、路傍等に生育する。
多年草で、高さ15～30cm。ひげ状にのびる根と紡錘形に肥大した根を持つ。根出葉は、3出または無分枝で、長さ1～3cm。葉柄は長さ2～5cm。花茎は1～5本。花は花茎の先端に付き、直径12～17mm、花弁は5枚、倒卵形で長さ6～7mm、色は黄色で、基部に蜜腺がある。果実は集合果で、広楕円形、長さ4～7mm。
和名の由来は、やや湿った場所を好む本変種の花をカエル（蛙）の傘に見立てた事による。

## 近縁種
リュウキュウヒキノカサの基変種であるヒキノカサ（R. ternatus）は、日本では本州～九州、日本国外では中国、台湾、朝鮮に分布し、リュウキュウヒキノカサよりも大型である。
また、沖縄島北部に八重咲の品種ヤエリュウキュウヒキノカサが生育する。

## 保全状況評価
絶滅危惧IA類 (CR)（環境省レッドリスト）
生育地である下記の地方公共団体が作成したレッドデータブックに掲載されている。
- 鹿児島県：絶滅危惧I類
- 沖縄県：絶滅危惧IB類